# GP15-1型柴油机车
GP15-1型柴油机车是美国通用汽车易安迪公司（GM-EMD）在1976年推出的一款电力传动柴油机车，主要目的是为铁路公司提供一款小功率的轻型干线调车机车，吸引他们汰换老旧的GP7、GP9、GP20型柴油机车，用于干线小运转任务或编组站调车作业。1976年6月至1982年3月，易安迪公司制造了共310台GP15-1型柴油机车，主要用户包括密苏里太平洋铁路、联合铁路、芝加哥和西北铁路、圣路易斯－旧金山铁路等。除此之外，易安迪公司还在GP15-1型柴油机车的基础上，曾经推出过换装交流牵引发电机的GP15AC型柴油机车，以及换装涡轮增压发动机的GP15T型柴油机车。
GP15-1型柴油机车是1500马力的四轴柴油机车，采用单司机室、底架承载结构、双侧外走廊的罩式车体，车体上部自前向后由电气室、司机室、动力室、冷却室四部分组成。机车走行部标准配置为两台布贝格M型二轴转向架，采用导框式轴箱定位、摇动台式摇枕弹簧悬挂、两系弹簧悬挂装置（一系为轴箱螺旋圆弹簧，二系为摇枕钢板弹簧）、心盘牵引装置、双侧闸瓦制动装置。动力装置为一台1500马力、12气缸、二冲程、水冷式、机械增压的12-645E型柴油机。传动系统采用直—直流电传动，柴油机直接驱动一台D32型直流发电机，发出的直流电供给四台D77型直流牵引电动机。牵引电动机采用轴悬式驱动方式，牵引齿轮传动比为4.13（62：15）。